# Manzano
Manzano (furlansko Manzan) je občina v Furlaniji - Julijski krajini v Italiji. Stoji ob reki Nadisone na prvih gričih vzhodne Furlanije med Vidmom (15 km) in Gorico (25 km).
Mesto je bilo rezidenca plemiške rodbine Manzanskih, prvič omenjenih v dokumentih iz 12. stoletja; razvaline njihovega gradu še stojijo severno od mesta. V San Lorenzu pri Manzanu se je rodila in umrla pisateljica Caterina Percoto.
Je najpomembnejše mesto tako imenovanega »trikotnika stolov«, industrijskega območja, kjer so proizvedli večino italijanskih stolov. V njem ima sedež podjetje Calligaris, ki proizvaja stole in druge dodatke za pohištvo.
- Rožaška opatija pri Manzanu
- Veliki stol, simbol »trikotnika stolov«, v Manzanu (porušen 2016)[5]

## Pobratene občine
- Labin, Hrvaška[6]